# Selenops beynai
Selenops beynai là một loài nhện trong họ Selenopidae. Loài này phân bố ở Cộng hòa Dominica. Chúng được miêu tả năm 1984 bởi Wolfgang Schawaller.